# Канури
Канурите са етническа група, която основно живее в някогашните земи на империята Борно: щата Борно в североизточна Нигерия, югоизточен Нигер, западен Чад и северен Камерун. Канурите се делят на няколко подгрупи, като някои от тях се самоопределят като отделни етноси. Повечето канури се считат за преките наследници на жителите на ранносредновековната държава Канем и наследникът ѝ Борно, както и прилежащите васалства. За разлика от съседните етноси тубу и загауа, канурите водят уседнал начин на живот, занимават се със земеделие, риболов в езерото Чад и добиването и търговията на сол.